# Álvaro Palacios, S.L.
Álvaro Palacios, S.L. és un celler fundat l'any 1989 per Álvaro Palacios, situat a Gratallops dins la Denominació d'Origen Qualificada Priorat.
La seva producció anual és de 200.000 litres que s'elaboren en 24 hectàrees. L'any 2009 exportà el 65% de la seva producció. Les seves marques són Finca Dofí, Gratallops · Vi de Vila, Les Terrasses i sobretot L'Ermita, que amb un preu d'entre 600 € i 1.000 € és el vi més car de Catalunya.
La història comença 10 anys abans, el 1979, quan es van replantar una sèrie de vinyes de varietats tradicionals i foranes. Tot i que la principal aposta del celler de Palacios és l'autòctona garnatxa, també es cultiven altres com la carinyena o cabernet sauvignon.